# Компьютерщики
«Компьютерщики» (англ. The IT Crowd — дословно «IT-туса») — британский телесериал-ситком, снятый по сценарию Грэма Линехана (англ. Graham Linehan) и спродюсированный Эшем Аталлой (англ. Ash Atalla) для телеканала Channel 4. На данный момент выпущено 4 сезона по 6 серий.
Первый сезон был снят перед живой аудиторией в студии Teddington Studios. Второй сезон также снимался при участии зрителей, но уже в студии Pinewood Studios. Первая серия четвёртого сезона под названием «Jen the Fredo» была показана на канале Channel 4 25 июня 2010 года. Также состоялась онлайн-премьера телесериала на сайте четвёртого канала за неделю до телевизионной премьеры. 27 сентября 2013 года вышел сорокаминутный заключительный эпизод сериала.
По словам Линехана, название ситкома родилось в качестве каламбура на название песни The ‘In’ Crowd (1965), которое первоначально произносилось им как «The It /ˈɪt/ Crowd».

## Сюжет
Действие «The IT Crowd» происходит в офисах «Рейнхолм Индастриз» — вымышленной британской корпорации в центре Лондона. Сюжет развивается вокруг проделок команды поддержки информационных технологий, состоящей из трёх человек и работающей в грязном, запущенном подвале, сильно контрастирующем с блеском современной архитектуры и великолепными видами Лондона, доступными остальным работникам организации.
Мосс и Рой, два технических специалиста, изображены как нелепые ботаники или, как их описал Денхолм, «обыкновенные нёрды». Несмотря на чрезвычайную зависимость компании от их услуг, остальные работники их презирают. Раздражение Роя выражается в том, что он не желает отвечать на звонки в техническую поддержку, надеясь, что телефон прекратит звонить, а также в использовании магнитофонных записей со стандартными советами: «Вы пробовали его выключить и снова включить?» и «Он точно включен в розетку?» Широкие и запутанные познания Мосса в технических областях выражены в его чрезвычайно точных и в то же время совершенно непонятных предложениях. Однако Мосс демонстрирует полную неспособность решить практические проблемы: потушить пожар или убрать паука.
Джен, новый член команды, является безнадёжно отсталой в техническом плане, несмотря на заявление в резюме, что у неё «большой опыт работы с компьютерами». Поскольку Денхолм, начальник компании, также технически безграмотен, блеф Джен на собеседовании убеждает его в высоком профессионализме кандидатки, и он назначает её главой отдела ИТ. Позже официальное название её должности меняется на «менеджера по отношениям», но вопреки этому её попытки установить взаимопонимание между техническими специалистами и остальным персоналом в основном приносят противоположный эффект, ставя Джен в ситуации столь же смехотворные, как и её товарищей по отделу.

## Основные действующие лица
- Рой Треннеман — Крис О’Дауд: Ленивый инженер, старающийся любыми средствами избежать исполнения своих обязанностей. Рой постоянно поглощает нездоровую пищу и презирает собственную должность, хотя и обладает всеми возможными знаниями для полноценного выполнения своей работы. Рой — большой поклонник комиксов и частенько читает их вместо того, чтобы работать. В каждой последующей серии он появляется в новой футболке с эмблемами различных компьютерных игр, программ, известными цитатами и др. До «Рейнхолм Индастриз» Рой работал официантом и, если ему грубили, клал заказы клиентов себе в штаны, перед тем как подать их к столу.
- Морис Мосс — Ричард Айоади (32 года, тем не менее, в его анкете на сайте знакомств указано, что ему 22 года): Типичный компьютерщик, каким его представляют. Обладатель энциклопедических знаний о компьютерах, но абсолютно неспособный решать элементарные бытовые проблемы. Комичными кажутся его чересчур конкретные высказывания. Он живёт с мамой и частенько зависает на сайтах знакомств. И Морис, и Рой считают, что заслуживают больше, чем их оценивает компания.
- Джен Барбер — Кэтрин Паркинсон: Женщина, появляющаяся в первой серии на собеседовании у директора, который назначает её руководителем отдела информационных технологий. В действительности же она мало что понимает в компьютерах, и от этого у неё часто случаются конфликты с остальными работниками отдела. Джен беззастенчиво врёт ради достижения своих целей. В первой же серии она меняет должность с «начальника отдела» на «менеджера по отношениям», однако, как можно увидеть из второго сезона, она всё ещё представляет отдел ИТ на собраниях начальников отделов. Несмотря на то, что Джен кажется более вменяемой, чем двое её коллег, она предстаёт в сериале почти такой же неудачницей, как и они, и столь же часто попадает в комичные ситуации.
- Денхолм Рейнхолм — Кристофер Моррис: Был директором компании «Рейнхолм Индастриз» и пародией на менеджера высшего звена, постоянно вносящего новые, а порой и идиотские идеи: смешанные туалеты, семинары по руководству стрессом и т.п. — направленные якобы на повышение работоспособности персонала и улучшение отношений между работниками. На самом же деле все привлекательные люди, которых он нанимает, «почти не работают, зато крутят амуры». Денхолм очень жёсткий руководитель и никогда не обращает внимания на мнение тех, с кем он разговаривает, или вовсе не слушает (а может, просто не слышит) их. Актёр отказался участвовать в съёмках второго сезона, поэтому создатели сериала решили проблему смены главы «Рейнхолм Индастриз» смертью его героя Денхолма и заменой последнего сыном.
- Дуглас Рейнхолм — Мэт Берри: Сын Денхолма Дуглас занимает пост управляющего «Рейнхолм Индастриз» после смерти отца. Он исчез 7 лет назад после судебного разбирательства по делу о сексуальном домогательстве, но вернулся во время похорон отца. У Дугласа наблюдаются некоторые черты, сходные с теми, что были у его отца, например, надменность.
- Ричмонд Авенел — Ноэль Филдинг: Гот, чья недавно появившаяся любовь к группе Cradle of Filth спровоцировала его понижение с должности «правой руки Денхолма». Ныне он работает один в комнате за «красной дверью», где стоят серверы. Остальные сотрудники отдела ИТ избегают общения с Ричмондом, считая, что его мрачность очень заразна, хотя сам Ричмонд считает себя «весёлым». Серия, в которой появляется Ричмонд благодаря любопытству Джен, — своего рода пародия на фильм Тима Бёртона «Эдвард Руки-ножницы».

### Эпизодические роли
- Дэниел Кэри — Оливер Крис: Охранник, который нравится Джен. Её планы на романтическую встречу с ним проваливаются после того, как ей не удаётся подсказать ему по телефону правильный ответ на передаче Who Wants to Be a Millionaire?
- Патриция — Элис Лоу: Девушка, которая пошла на свидание с Роем. Свидание закончилось плачевно, потому что на лбу Роя непонятно откуда оказались экскременты (хотя на самом деле это был всего лишь шоколад). Это убеждает его в том, что женщинам не нужны никакие джентльмены, а вместо этого все они только и мечтают о компании «обидчиков и громил». Рой ни в какую не соглашается с аргументами Джен о том, что женщинам просто нравятся «мужчины без какашек на лбу».
- Ребекка — Ханна Борн: Идёт на свидание с Роем после того, как он помещает объявление на сайте знакомств, которое звучит, словно его написал псих. По всей видимости, у неё есть склонность к мазохизму.
- Пол — Дэнни Уоллес: Уволен Денхолмом с должности советника по культуре за неудачный выбор подарка японцам, но позже восстановлен в должности за оперативное использование «глушителя мата». За всю серию Пол так и не произнёс ни слова.
- Билл Кроз — Адам Бакстон: Был на свидании с Джен. После того как Мосс сказал ему о том, что Джен умерла после свидания, Билл растрепал всей компании о том, что он был последним, кто переспал с Джен. Биллу дали прозвище «Новость» за его склонность рассказывать о тех, с кем он якобы переспал.
- Маленький Пол — Дэвид Гарфилд: Небольшого роста, пожилой почтальон, который умер, вероятнее всего, от сердечного приступа после чрезмерных усилий по толканию почтовой тележки, в которой согласилась прокатиться Джен.
- Доктор Джулиан Холмс — Тоби Лонгуорт: Специалист по стрессу, который посещает компанию, чтобы дать лекцию по контролированию стресса. В конце концов, он сам доводит себя до стресса не без помощи Роя и Мосса.
- Доктор Мендалл — Фрэнсис Барбер: Психиатр, работающий в компании. Она увлечена Моссом, и их чувства взаимны. Рой утверждает, что она похожа на его маму, как две капли воды.
- Джуди — Черил Фёргисон: Ужасно некрасивая женщина, с которой Рой случайно связался, пока искал девушку по имени Джули. Согласно утверждению Роя, у Джуди волосы растут даже на глазах (и ещё у неё зубы в 3 ряда).
- Филип — Джейми Мичи: Работник «Рейнхолм Индастриз» с шестого этажа, который приглашает Джен на свидание на мюзикл. Под конец серии он признаётся в своей нестандартной ориентации. По этому поводу интересен тот факт, что английское название серии «The Work Outing» означает не только «культпоход отделом», но также может значить ещё и «разоблачение (чего-либо связанного с работой)», что и происходит с Филипом.
- Дерек Пепин — Сайлас Карсон: Менеджер «Рейнхолм Индастриз», которому должна была перейти компания после смерти Денхолма. Он ненавидит отдел ИТ. К счастью, внезапное появление на похоронах Дугласа спасает троицу от сокращения, а для Дерека, напротив, заканчивается увольнением.
- Йохан — Филип Рам: Немец, на «курсы» к которому записался Мосс. Йохан — каннибал, но настолько высокоморальный, что не позволяет себе есть людей без их согласия (пародируется реальная история Армина Майвеса). Отлично играет на виолончели. В конце серии исполняет на виолончели заглавную тему сериала.
- Питер Файл — Орландо Сил: Очередное увлечение Джен. Имя Питера при быстром произношении созвучно со словом «педофил» (Peter File звучит примерно как «пита файл») и на ужине, куда он и Джен пригласили своих неженатых/незамужних друзей, его ненамеренно начинают таким образом дразнить.
- Эйприл Шепард — Люси Монтгомери: В серии «Речь» — первая серьёзная любовь Дугласа за весь сериал, трансгендерная женщина.

## DVD
Первый сезон был издан 2 Entertain Video Ltd в Великобритании на DVD под названием «The IT Crowd — Version 1.0» («Компьютерщики — версия 1.0») 13 ноября 2006. Вступительная глава DVD и все меню сделаны на мотив игр ZX Spectrum вплоть до экрана загрузки: изометрические карты из игр вроде Jet Set Willy и Head Over Heels видны на экранах с меню, а их главные герои заменены актёрами сериала.
На DVD можно также найти короткометражный фильм под названием «Hello Friend» («Привет, дружище»), сценарий для которого был написан и снят Линеханом. В этом короткометражном фильме Айоади сыграл немую роль. Помимо него, DVD-издание содержит вырезанные сцены и курьёзы, произошедшие во время съёмок сериала, — не менее интересные, чем сам сериал.
Первый сезон вышел на DVD в Австралии 6 декабря 2006.
Ранее сообщалось, что DVD с первым сезоном будет издан в США 4 сентября 2007. Однако 14 августа 2007 было заявлено о том, что, с учётом переноса выпуска американской версии шоу на начало 2008, DVD выйдет в свет 18 февраля 2008.

## Международное вещание
- Кабельный телеканал Sony Entertainment Television (Latin America) транслировал The IT Crowd с 12 июня 2007 для стран Латинской Америки.
- Канадский цифровой канал G4techTV планировал вещание The IT Crowd 16 июля 2007.
- ABC TV показывал The IT Crowd в Австралии.
- В России вещание сериала производила телерадиокомпания «Петербург — Пятый канал» начиная со 2 января 2008.[5]. С ноября 2009 года ситком транслирует канал «Муз-ТВ». С 24 ноября 2010 года — в сетке ночного (01:00) и утреннего вещания (08:30) «ТНТ» по будням.
- В настоящее время транслируется на канале Comedy Central из польского пакета спутникового телевидения CYFRA+

За неделю до первого показа в эфире очередной серии первого сезона её можно было переписать с официального сайта Channel 4, однако доступны они были только зрителям из Великобритании. Серии были записаны в формате Windows Media Video, и все они, кроме двух первых, были защищены технологией DRM. Сериал был номинирован на премию Rose d’Or как лучший ситком 2006 года и привлёк огромное внимание аудитории, так или иначе связанной с компьютерами, по всему миру. Это немедленно привело ко взлому защиты от копирования и распространению серий по пиринговым сетям вроде BitTorrent.
Учитывая тот факт, что сериал уже получил огласку, качественные копии серий из второго сезона, снятые с телесигнала, появлялись в пиринговых сетях спустя всего несколько часов с момента их трансляции по Channel 4.

## Версии, снимаемые в других странах
NBC снял пилотную американскую версию The IT Crowd 16 февраля 2007. Пилот снят с американскими актёрами, как это было сделано с ситкомом «Офис». Однако Ричард Айоади играл Мосса. Джессика Клер сыграла роль Джен, а Джоэл Макхейл роль Роя. Сериал планировался к широкому показу в 2007—2008 годах. Отменён в 2008 году.
Немецкая версия сериала находилась в процессе съёмок с июня 2007 года. В ней снимались Себастиан Мюнстер, Штефан Пунтигам и Бритта Хольм. Премьера состоялась 4 января 2008 года на канале Sat.1. После показа первого эпизода адаптация получила множество негативных отзывов в Интернете. Она была раскритикована за качество перевода, режиссуры и низкий уровень игры актёра Штефана Пунтигама, сыгравшего Габриэля (немецкая версия Мосса). Показ сериала был прекращён в январе 2008 года после второго эпизода из-за низких рейтингов.
Кинокомпания Star Media закупила права на адаптацию сериала на территории СНГ и стран Балтии. Ведутся работы над сценарием и подготовка к съемкам пилотной серии русской версии ситкома.

## Награды
- 2006 Rose d’Or — Лучшая ситуационная комедия[8]
- 2007 British Academy of Film and Television Arts — Лучшая ситуационная комедия[9]
- 2008 British Academy of Film and Television Arts — Лучшая ситуационная комедия[10]